# Ectemnonotum simile
Ectemnonotum simile är en insektsart som beskrevs av Schmidt 1909. Ectemnonotum simile ingår i släktet Ectemnonotum och familjen spottstritar. Inga underarter finns listade i Catalogue of Life.